# شکار در نیوزیلند

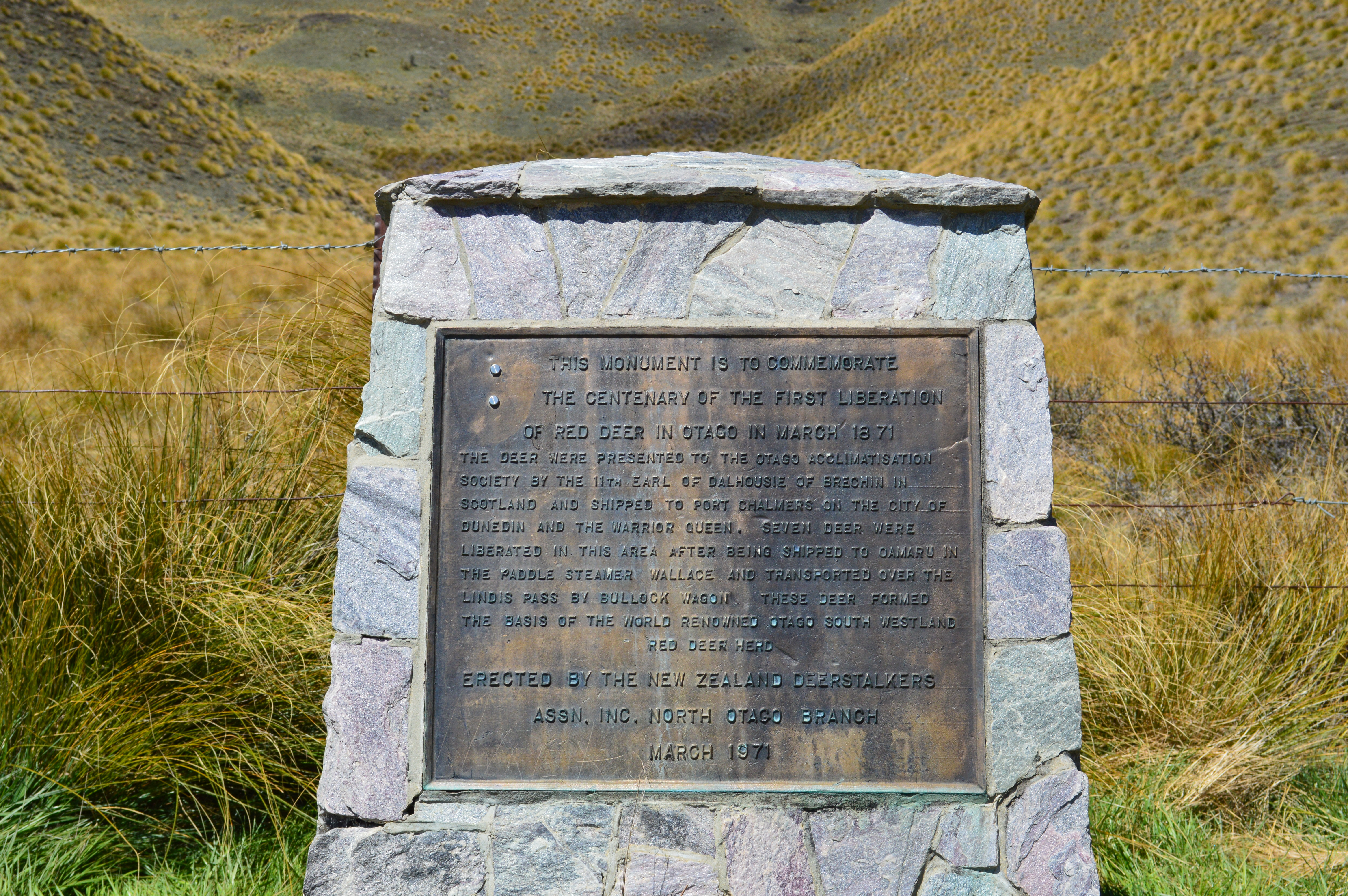
یادبودی در گذرگاه لیندیس که در سال ۱۹۷۱ به مناسبت گرامیداشت رهاسازی گوزن قرمز در اوتاگو در سال ۱۸۷۱ ساخته شده است.

شکار یک سرگرمی تفریحی محبوب و یک فعالیت توریستی در نیوزیلند است و کتاب‌ها و مجلات متعددی در این زمینه منتشر شده است. برخلاف اکثر کشورهای توسعه‌یافته دیگر که سنت شکار دارند، در نیوزیلند هیچ محدودیت زمانی یا فصلی برای شکار حیوانات بزرگ وجود ندارد. شکار در پارک‌های ملی یک فعالیت مجاز است. تنوع گسترده حیوانات شکاری و محدودیت‌های محدود به این معنی است که شکار یک سرگرمی محبوب است که منجر به سطح بالایی از مالکیت سلاح گرم در بین غیرنظامیان شده است.
پیش از سکونت انسان، نیوزیلند هیچ پستاندار خشکی‌زی دیگری به جز دو گونه خفاش، که یکی از آنها اکنون منقرض شده است، و دو گونه از خانواده اوتاریدا، نداشت. مهاجران اروپایی طیف گسترده‌ای از حیوانات، از جمله برخی از آنها را که مخصوص شکار بودند، به این منطقه آوردند. انجمن‌های سازگاری به مدت ۶۰ سال از دهه ۱۸۶۰ در معرفی حیوانات مستقر در نیوزیلند فعال بودند. اکثر آنها برای غذا یا ورزش معرفی شدند. در دهه ۱۹۸۰، مناطق شکار تفریحی (RHA) برای حمایت از شکار تفریحی در زمین‌های حفاظت‌شده ایجاد شدند. مناطق حفاظت‌شدهٔ حفاظت‌شده (RHA) توسط وزارت حفاظت از محیط زیست اداره می‌شوند.
شکار هدایت‌شده یا مستقل برای شکارچیان غیرمقیم با مجوز حمل سلاح گرم و مجوز صادر شده توسط وزارت حفاظت از محیط زیست آزاد است. به دلیل تعداد گونه‌های شکار بزرگ و زمین‌های متنوع موجود، نیوزیلند مقصدی محبوب برای گردشگری مبتنی بر شکار است.

## کشتار گوزن با مجوز دولت
تا دهه ۱۹۵۰، گوزن قرمز به عنوان یک آفت حیوانی که به محیط طبیعی آسیب می‌رساند، شناخته شد و دولت برای جلوگیری از این آسیب، شکارچیان را برای کشتار جمعیت گوزن‌ها به کار گرفت. شبکه‌هایی از راه‌ها با پل‌ها و کلبه‌ها برای دسترسی آسان به مناطق دورافتاده ایجاد شدند. این مسیرها و کلبه‌ها که اکنون توسط وزارت حفاظت از محیط زیست نگهداری می‌شوند، برای پیاده‌روی و اسب‌سواری محبوب هستند.

## انواع شکار

### شاموئی
شاموا گونه‌ای بز-آنتلوپ بومی اروپا است. بز کوهی آلپاین در سال ۱۹۰۷ به عنوان هدیه‌ای از امپراتور اتریش، فرانتس جوزف اول، به نیوزیلند رسید. اولین نمونه‌های باقی‌مانده در منطقه آئوراکی / کوه کوک رهاسازی شدند و این حیوانات به تدریج در بیشتر جزیره جنوبی پراکنده شدند. آنها اغلب به صورت محاوره‌ای به عنوان "چامی" (تلفظ "شامی") شناخته می‌شوند.
در نیوزیلند، شکار بز کوهی بدون محدودیت است و حتی توسط وزارت حفاظت از محیط زیست تشویق می‌شود تا تأثیر این حیوان بر گیاهان بومی آلپ نیوزیلند محدود شود.
گوزن سیکا (Cervus nippon)
گوزن‌های سیکا محدود به رشته‌کوه‌های کاوکا و کایماناوا بودند، اما در رشته‌کوه‌های تاراروا و کوروماندل نیز کشف شده‌اند. تصور می‌شود که آنها توسط شکارچیان تفریحی منتقل شده‌اند. در سال ۲۰۰۹ کشف شد که آنها به‌طور غیرقانونی در دره تواتو رها شده‌اند. گوزن سیکا یکی از محبوب‌ترین گونه‌های گوزن برای شکار در نیوزیلند است. آنها حیواناتی باهوش، زیبا و بسیار حیله‌گر هستند. بسیاری از شکارچیان و گردشگران که در مرکز جزیره شمالی یافت می‌شوند، از تعقیب این حیوانات پرسروصدا (که صدای جیرجیر/جیغ آنها به عنوان هشدار دهنده است) و گریزان لذت می‌برند. وزارت حفاظت از محیط زیست با شکارچیان همکاری کرده است تا عمدتاً گوزن‌های ماده را هدف قرار دهند، که تضمین می‌کند گوزن‌های نر می‌توانند به پتانسیل شکار خود برسند و به شکارچیان (و گردشگران) این فرصت را می‌دهد که یک جایزه مادام‌العمر را به دست آورند.
گوزن شمالی (آلس آلس)
ده گوزن شمالی (که در بریتانیا و بیشتر اروپا به عنوان «الک» شناخته می‌شوند) در سال ۱۹۱۰ به فیوردلند معرفی شدند، اما تصور می‌شد که آنها منقرض شده‌اند. با این وجود، گزارش‌هایی مبنی بر مشاهده این گونه وجود داشته که تا قبل از کشف نمونه‌های موی گوزن شمالی توسط یک دانشمند نیوزیلندی در سال ۲۰۰۲، نادرست تلقی می‌شدند. از آخرین باری که گوزن شمالی شکار شد، در سال ۱۹۵۶، موارد مشاهده پراکنده‌ای از آن گزارش شده است. هنوز بحث‌هایی در مورد وجود آنها وجود دارد و احتمالاً تا زمانی که فیلم مستندی گرفته نشود یا حیوانی شکار نشود، ادامه خواهد داشت.